# Amobarbiton
Amobarbiton (tudi amobarbital) je uspavalo iz skupine barbituratov, ki ima srednje dolgo delovanje. Deluje tudi pomirjevalno in analgetično. Nahaja se v obliki belega kristaliničnega praška, brez vonja in z rahlo grenkim okusom. Po dolgotrajnejšem jemanju se lahko pojavita telesna in duševna odvisnost.

## Farmakologija
In vitro študije so pokazale, da amobarbiton deluje zaviralno na GABAA receptorje, kar zmanjša proženje dražljajev v talamusu.

#### Presnova
Amobarbiton se v telesu:
- hidroksilira do 3-hidroksiamobarbitona in
- N-glukozidira do 1-(beta-D-glukopiranozil)amobarbitona.

## Indikacije
- anksioznost
- nespečnost
- božjast
- katatonija
- somnolenca (v kombinaciji s kofeinom)

## Kontraindikacije
- alkohol
- kloramfenikol
- klorpromazin
- ciklofosfamid
- ciklosporin
- digitoksin
- doksorubicin
- doksimicin
- metoksifluran
- metronizadol
- kinin
- teofilin
- varfarin
- benzodiazepini (diazepam, klonazepam, nitrazepam ... )
- antiepileptiki (fenobarbiton, karbamazepin ... )
- antihistaminiki ( doksilamin, klemastin ... )
- narkotični analgetiki (morfin ... )
- glukokortikoidi (prednizon, kortizon
- antihipertenzivi (atenolol, propranolol ... )
- antiaritmiki (verapamil, digoksin ... )